# Ormoy-la-Rivière
Ormoy-la-Rivière é uma comuna francesa na região administrativa da Ilha-de-França, no departamento de Essonne. Estende-se por uma área de 10,29 km². Em 2010 a comuna tinha 970 habitantes (densidade: 94,3 hab./km²).